# パイェンチュノ
パイェンチュノ（Pajęczno、[paˈjɛ̃t͡ʂnɔ]）はポーランド共和国ウッチ県パイェンチュノ郡グミナ・パイェンチュノにある町。シロンスク県チェンストホヴァから北へ約40キロメートル (25マイル)の位置にある。パイェンチュノ郡の郡庁所在地で、2020年時点の人口は6,651人。
史料上の初出は1140年のことである。1276年から1870年まで都市の権利を保持し、1958年に再取得した。町長はダリウス・トカルスキ（Dariusz Tokarski）が16年に渡って続けてきたが、2018年の選挙でピョートル・ミエルザレク（Piotr Mielczark）に交代した。2019年6月13日、酒に酔った男が町内の道路を戦車のT-55で暴走し、飲酒運転の容疑で逮捕されるという事件が発生した。